# Jesenice (općina Příbram)
Jesenice je naselje u općini i okrugu Příbram, Središnja Češka. Prema popisu stanovništva iz 2001. ima 30 stanovnika, koji žive na 20 prijavljenih adresa.
Ukupna površina katastarske jedinice Jesenice iznosi 6,64 km². Poštanski broj naselja glasi 261 01.

## Vanjske poveznice
- (češ.) (engl.) (njem.) Službene stranice grada i općine Příbram